# Nozay (Aube)
Nozay è un comune francese di 147 abitanti situato nel dipartimento dell'Aube nella regione del Grand Est.

## Società

### Evoluzione demografica
Abitanti censiti